# Abadia de Fijac
L'abadia de Fijac fou un establiment religiós del Llenguadoc, al Carcí, suposadament de fundació reial. No existia el 817 quan es va elaborar el catàleg a la dieta d'Aquisgrà. Es creu que el monestir de Fijac el va fundar (o refundar) Pipí I d'Aquitània. Segons una antiga carta l'abadia hauria estat fundada al mateix temps que el monestir de Sant Quintí de Galhac, que fou establert com a dependent de Fijac.